# Perm 2
Perm 2 – stacja kolejowa w Permie, w obwodzie permskim, w Rosji, otwarta w 1899 roku. Stacja obsługuje około 8 milionów pasażerów rocznie i jest jednym z kluczowych węzłów Kolei Transsyberyjskiej. Cały kompleks lokali zajmuje powierzchnię 3,5 tys. metrów kwadratowych. W 1962 roku na stacji wykonano przejścia podziemne i naziemne na perony.
Stacja posiada 5 peronów.